# Baeolidia cryoporos
Baeolidia cryoporos är en snäckart som beskrevs av Bouchet 1977. Baeolidia cryoporos ingår i släktet Baeolidia och familjen snigelkottar. Inga underarter finns listade i Catalogue of Life.